# Bonner Burschenschaft Frankonia
Die Bonner Burschenschaft Frankonia ist eine farbentragende, pflichtschlagende, verbandsfreie Studentenverbindung in Bonn. Die Mitglieder der Burschenschaft werden Bonner Franken genannt.

## Geschichte

### Gründungszeit
Die Bonner Burschenschaft Frankonia wurde am 11. Dezember 1845 von zwölf Studenten gegründet, ihr erster Sprecher war Bernhard Gudden. Sie war eine Abspaltung der allgemeinen Burschenschaft Fridericia.
In den kommenden Jahrzehnten passte sich die Bonner Frankonia ebenso den Tendenzen des Wilhelminismus an wie die anderen Verbindungen.

Das erste für eine Korporation gebaute Haus in Bonn bezog die Burschenschaft Frankonia 1888 in der heutigen Römerstraße (damals Rheindorfer Weg 13).

Am 11. Juli 1908 gründete sich der  „Verein Alter Bonner Franken“ und festigte so das Lebensbundprinzip.

Die Frankonia als Mitglied der Deutschen Burschenschaft (1915)

### Die Zeit der zwei Weltkriege
Im August 1920 erwarb Frankonia das Haus in der Bonner Baumschulallee 14.
Während des rheinischen Separatismus setzten sich Bonner Franken für den Verbleib des Rheinlandes im Deutschen Reich ein, manche mussten die Besatzungszone verlassen.

Weil sie sich zu Beginn des Nationalsozialismus der Aufforderung widersetzte, „jüdisch Versippte“ und „Nichtarier“ auszuschließen, wurde Frankonia am 8. April 1933 gemeinsam mit der Burschenschaft Alemannia Bonn und der Burschenschaft der Bubenreuther Erlangen aus der Deutschen Burschenschaft ausgeschlossen. Die Frankonia schloss sich zunächst der Alten Burschenschaft an. Nach längeren Verhandlungen mit der NS-Studentenführung, die alle Verbindungen gleichschalten wollte, löste sich die Frankonia am 20. Oktober 1935 auf und verkaufte ihr Haus in der Baumschulallee 14, das seitdem als Privatklinik genutzt wurde. Als Kameradschaft Heinrich von Treitschke wurde das Bundesleben 1940 wieder aufgenommen.

### Nachkriegszeit
Nach 1945 gründete sich die Frankonia als „Akademischer Carl-Schurz-Bund“ an der Universität Bonn neu, 1950 durfte sie wieder den Namen „Bonner Burschenschaft Frankonia“ führen.
Seit 1956 hat die Frankonia ihr Domizil in der Lennéstraße 10, unweit vom Universitätshauptgebäude und dem Juridicum.
In der Zeit nach dem Zweiten Weltkrieg haben sich die Bonner Franken für die deutsche Einheit eingesetzt. So demonstrierten Bonner Franken 1987 beim Staatsbesuch Erich Honeckers gegen die Menschenrechtsverletzungen der DDR und steckten 1989 am Tag des Falls der Mauer eine schwarz-rot-goldene Flagge an das Beethoven-Denkmal am Bonner Münsterplatz.
Nach schwieriger Debatte beschloss der Verein alter Bonner Franken am 29. Juni 2013 den Austritt aus der Deutschen Burschenschaft, aufgrund deren politischen Tendenzen, die schon seit Jahren Diskussionsgegenstand gewesen waren. Seitdem gehört die Bonner Burschenschaft Frankonia dem Verband nicht mehr an, an dessen Gründung sie beteiligt war.
Laut dem Kölner Stadt-Anzeiger und seine Quellen beim AStA der Universität Bonn sei Frankonia Bonn durch rechtsextreme Mitglieder aufgefallen.

## Besonderheiten
Anders als viele andere Verbindungen kennt die Bonner Burschenschaft Frankonia kein Fuchsenband. Der Fuchsmajor heißt „Fuchskränzchenführer“.
Typisch für die Bonner Franken sind außerdem:
- die Bezeichnung „Franke“ statt „Frankone“ seit den 1880er Jahren
- die Anrede „Frankenbruder“ statt „Bundesbruder“
- die Bezeichnung „Frankenschwester“ für die Witwen ihrer Mitglieder
- der Verzicht auf Bierzipfel
- der achtzeilige Leibvers, der vom Leibburschen auf die Eigenheiten seines Leibfuchsen gedichtet und zum (frankenintern gefeierten) alljährlichen Stiftungstag gesungen wird.

## Burschenschaftliche Ausrichtung
Die Burschenschaft Frankonia Bonn ist pflichtschlagend (zwei Pflichtmensuren). Als „weiße“ Burschenschaft legt sie besonderes Augenmerk auf ihr korporatives Zusammenleben und gesellschaftliche Umgangsformen.
Seit ihrem Bestehen setzte sie sich für die Eigenständigkeit der Einzelbünder im Verband Deutsche Burschenschaft ein.
Lange Jahre gehörte Frankonia dem Alt-Weißen-Kartell innerhalb des Weißen Kreises an, dem in den 1950er und 1960ern auch die Burschenschaften Dresdensia-Rugia Frankfurt, Germania Königsberg zu Hamburg, Alemannia Gießen und Germania Straßburg zu Tübingen angehörten. Nach der Auflösung des Weißen Kreises gehörte sie dann jahrzehntelang dem Ring Weißer Burschenschaften an.
Seit 2006 besteht zwischen den Aktivitates der Burschenschaften Germania Königsberg zu Hamburg und Frankonia Bonn ein offizielles Freundschaftsverhältnis.

Nach dem Austritt aus der Deutschen Burschenschaft gründete Frankonia 2014 die Arbeitsgemeinschaft deutscher Burschenschaften (AdB) mit den Burschenschaften Germania Königsberg zu Hamburg, Alte Königsberger Burschenschaft Alemannia in Kiel, Obotritia Rostock, Normannia Leipzig und der Alten Straßburger Burschenschaft Germania zu Tübingen.

## Bekannte Mitglieder

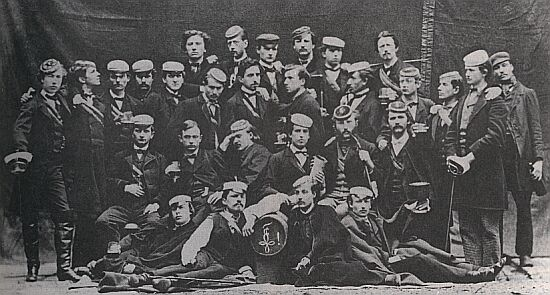
Bonner Franken 1865

- Hendrik Apetz (1910–2011), Unternehmer, Königlich Schwedischer Konsul
- Carl von Arnim (1831–1905), Regierungspräsident des Regierungsbezirks Stralsund
- Hans-Georg Balder (* 1953), Jurist und Studentenhistoriker
- Ludwig Beer (1868–1935), Hochschullehrer an der Universität Leipzig
- Friedrich Boehm (1834–1906), Landrat in Schrimm und Altenkirchen
- Otto Bovensiepen (1905–1979), SS-Standartenführer und Gestapo-Offizier (1934 ausgetreten)
- Hermann Bresgen (1883–1955), preußischer Landrat und Regierungspräsident
- Dietrich Bürkel (1905–1986), Jurist und Politiker (CDU), MdB
- Hermann Deiters (1833–1907), Musikwissenschaftler und Gymnasiallehrer
- Paul Deussen (1845–1919), Philologe und Sanskritforscher, Schulfreund Nietzsches aus Pforta (später ausgetreten)
- Heinrich Dohrn (1838–1913), Mitglied des deutschen Reichstags
- Richard Eickhoff (1854–1931), Mitglied des Deutschen Reichstags
- Robert Emmerich (1836–1891), Komponist
- Wilhelm Ewald (1825–1887), Gründungsbursche, Hofkammerpräsident und Landrat in Coburg und Gotha
- Joachim Faber (* 1950), Jurist, Verwaltungswissenschaftler und Manager
- Robert Faber (1869–1924), Verleger und Druckereiunternehmer
- Julius Ficker Ritter von Feldhaus (1826–1902), bedeutender Historiker im 19. Jahrhundert an der Universität Innsbruck
- Eduard von Frowein (1841–1924), Jurist und Politiker, Landrat im Kreis Rees
- Hans Gaede (1852–1916), General der Infanterie im Ersten Weltkrieg
- Friedrich Heinrich Geffcken (1830–1896), Jurist, Politiker, Diplomat und Publizist
- Walter Gentz (1907–1967), Jurist und Kreishauptmann in Jaslo
- Hugo Gering (1847–1925), Mediävist
- Felix Leonhard Giesebrecht (1828–1901), Bürgermeister von Stettin
- Karl Glässing (1866–1952), Oberbürgermeister von Wiesbaden
- Alexander von der Goltz (1832–1912), Landrat von Mettmann und Abgeordneter im Preußischen Abgeordnetenhaus
- Julius Grimm (1821–1911), Abgeordneter im Preußischen Abgeordnetenhaus
- Karl Grimm (1826–1893), Reichstagsabgeordneter
- Bernhard von Gudden (1824–1886), erster Sprecher der Frankonia – Professor für Psychiatrie und Leibarzt König Ludwigs II. von Bayern
- Hans Georg Gundel (1912–1999), Althistoriker
- Alexander Halm (1840–1913), Bezirkspräsident im Reichsland Elsaß-Lothringen, Bezirk Unterelsaß, Bürgermeister von Metz
- Gustav Hansen (1831–1904), Mitglied des Preußischen Abgeordnetenhauses und Landrat im Kreis Tondern
- Alfred Hasselberg (1908–1950), Jurist und SS-Führer
- August Heinrichsbauer (1890–1977), Wirtschaftsjournalist und Lobbyist
- Matthias Helferich (* 1988), Politiker (AfD), Mitglied des Deutschen Bundestags (2021 aus der Frankonia ausgeschlossen)[10][11]
- Otto Hellwig (1838–1915), Wirklicher Geheimer Legationsrat und Stellvertretender Bevollmächtigter zum Bundesrat
- Heinrich Heydemann (1842–1889), klassischer Archäologe
- Robert Hildebrand (1830–1896), Jurist und Mitglied des Deutschen Reichstags
- Otto Hirschfeld (1843–1922), Althistoriker und Epigraphiker
- Georg Humbert (1839–1898), Wirklicher Geheimer Rat, Unterstaatssekretär unter Chlodwig zu Hohenlohe-Schillingsfürst
- Arthur Janke (1843–1928), Generalmajor
- Max Joseph (1860–1932), Mediziner, Sanitätsrat
- Max Theodor von Karajan (1833–1914), Hochschullehrer an der Universität Graz
- Karl Heinrich Keck (1824–1895), Schriftsteller und Gymnasiallehrer
- Leo Killy (1885–1954), Ministerialbeamter
- Carl William Klawitter (1856–1929), Schiffswerftbesitzer, Präsident der Handelskammer in Danzig und Vertreter Danzigs beim Völkerbund
- Friedrich Klinge (1892–1974), Pathologe und Hochschullehrer
- Ernst Küster (1839–1930), Chirurg und Rektor der Marburger Universität
- Konrad Küster (1842–1931), Arzt und Publizist
- Hugo Lemcke (1835–1925), Geheimer Regierungsrat, Gymnasialprofessor und Schuldirektor sowie Altertumsforscher in Stettin, Vorsitzender der Gesellschaft für Pommersche Geschichte und Altertumskunde
- Ernst Heinrich Lindemann (1833–1900), Oberbürgermeister von Düsseldorf, Dortmund und Essen
- Karl Lohmann (1866–1946), Politiker (Alldeutscher Verband, DNVP), MdR
- Rudolf Martin (1834–1916), Mitglied der Hamburgischen Bürgerschaft, Senatspräsident am Hanseatischen Oberlandesgericht
- Jürgen Bona Meyer (1829–1897), Philosoph
- Ludwig Meyer (1827–1900), Psychiater
- Klaus Peter Möller (1937–2022), Präsident des Hessischen Landtags 1988–1991 und 1995–2003 (ausgetreten 2004)
- Friedrich Nietzsche (1844–1900), Mitglied vom Wintersemester 1864/65–1865/66, Philosoph[12], nach einem Jahr Mitgliedschaft ausgetreten[13]; focht die erste Bonner Verabredungsmensur
- Rudolf Nokk (1830–1914), Reichsgerichtsrat
- Wilhelm Nokk (1832–1903), badischer Jurist und Politiker
- Bernd Nothofer (1941–2025), Linguist, Malaiologe und Hochschullehrer
- Johannes Overbeck (1826–1895), Archäologe
- Johann Eberhard Ludewig Pavenstedt (1827–1889), Jurist und Mitglied der Bremischen Bürgerschaft
- Hermann Peter (1837–1914), Klassischer Philologe
- Horst Peters (1910–2000), als Jurist maßgebend für Sozialgerichtsbarkeit und Krankenkassenwesen in der Bundesrepublik Deutschland
- Wilhelm Polligkeit (1876–1960), Nestor der deutschen Fürsorge und Wohlfahrtspflege
- Karl Porzelt (1871–1943), Jurist und Kommunalpolitiker
- Ernst von Richthofen (1825–1892), Jurist und Politiker, Abgeordneter im Preußischen Abgeordnetenhaus
- Max Rötger (1830–1886), preußischer Jurist, Beamter, Präsident der preußischen Seehandlung
- Friedrich Wilhelm Schirrmacher (1824–1904), Historiker
- Johann Friedrich Julius Schmidt (1825–1884), Astronom und Geologe
- Johannes Schmidt (1843–1901), Sprachwissenschaftler und führender Vertreter der Berliner Schule der Indogermanistik, gilt als Begründer der „Wellentheorie“ in der vergleichenden Sprachforschung
- Carl Schurz (1829–1906), eine der führenden Kräfte der Revolution im Jahre 1848 und amerikanischer Innenminister
- Anton Schütz (1861–1919), Bürgermeister und Landtagsabgeordneter
- Heinrich Siegel (1830–1899), Rechtshistoriker
- Erich Sonntag (1881–1952), Mediziner und Hochschullehrer
- Kurt Sonntag (1877–1938), Reichsgerichtsrat
- Friedrich Spielhagen (1829–1911), Schriftsteller, bedeutender Romancier des 19. Jahrhunderts
- Johannes August Speltz (1823–1893), Jurist und Politiker der Freien Stadt Frankfurt
- Heinrich Steinmetz (1835–1915), preußischer Politiker (DRP) und Verwaltungsbeamter, Geheimer Oberregierungsrat, Kurator der Universität Marburg, Mitglied im Kommunallandtag Kassel
- Eduard Stieger (1843–1930), Mitglied des Preußischen Herrenhauses und Unterstaatssekretär im Ministerium der öffentlichen Arbeiten
- Adolf Strodtmann (1829–1879), Publizist und Dichter zur Zeit der Deutschen Revolution 1848/1849 in Bonn, Herausgeber der Werke Heines
- Ernst Eduard Taubert (1838–1934), Komponist, Musikkritiker und Musikpädagoge (Mitglied 1858–1860)
- Emil Teschendorff (1833–1894), Historien- und Architekturmaler
- Karl von Thielen (1832–1906), Minister der öffentlichen Arbeiten und Chef des Reichs-Eisenbahnamtes 1891–1902, bekannt als „Eisenbahnminister“
- Heinrich von Treitschke (1834–1896), Preußischer Reichstagsabgeordneter und Historiker
- Ludwig Treplin (1834–1924), Senatspräsident am Reichsgericht
- Gustav Uhlig (1838–1914), Klassischer Philologe und Gymnasialdirektor
- Winand Virnich (1836–1890), Politiker, Redakteur und Mitglied des Deutschen Reichstags
- Hermann Weigel (1828–1887), Jurist und Reichstagsabgeordneter
- Ludwig von Weise (1828–1915), Beigeordneter in Köln und Oberbürgermeister von Aachen
- Philipp Wessel (1826–1855), Geograph und Paläobotaniker
- Carl Hermann Wichelhaus (1842–1927), Chemiker und Professor in Berlin, Mitgründer der Deutschen Chemischen Gesellschaft
- Ernst Witte (1829–1910), Jurist und Mitglied des Deutschen Reichstags
- Adolf Wüllner (1835–1908), Physiker